# 医方類聚
医方類聚（いほうるいじゅ）は、李氏朝鮮の世宗期に編纂された韓医学書。全365巻（現存本は全266巻）あり、医書の中でも類を見ない量を誇る。
世宗25年頃より世宗より編纂の令が下り、世宗27年（1445年）に完成した韓医学書であり、李氏朝鮮初期の医学の集大成と言える本である。1477年に刊行された。全部数365巻と言う分量が示すように、膨大な量の中国・韓医書を参照した医学書の集大成とも言えるものであり、それ故に医方類聚（医方を一堂に集めそろえたもの）と呼ぶ。
世宗期に一応の完成は見たものの、分量が膨大であるために、さらに世祖期に校正が行われ、成宗8年（1477年）に校正版が刊行されている。
その後、燕山君の紊乱な政治、中宗期の明医学への傾倒などにより、医方類聚は顧みられなくなる。そもそも初版は30組ほどしか刊行されなかったと言われ、李氏朝鮮末期には完全に亡逸していた。
しかしながら、日本にはこの書が伝来しており、数奇な運命をたどった。伝によれば加藤清正が文禄・慶長の役の時に持ち帰ったとするが、その後、工藤平助の家より多紀元簡の手に移り、その子多紀元堅によりこの書が紹介され、江戸医学館の学者達の手により抄出が試みられて『医方類聚採輯本』各種が作成された。
一方、復刻の試みも行われており、嘉永5年（1852年）、喜多村直寛の手により活字印刷の試みが行われ、10年の歳月を経て文久元年2月（1862年）に復刻版が刊行された。しかし、伝266巻のうち12巻が欠落していたため、渋江抽斎の手により補足がなされ完全本になった。
原本はその後、大学東校典籍局から官立浅草文庫を経て、宮内庁図書寮（現・宮内庁書陵部）に保管されている。これが現在存在する『医方類聚』唯一の原本とされる。
この復刻本は、日朝修好条規の時に朝鮮へ贈呈されたと言われ、朝鮮医官を喜ばせ、修交締結に良好な役割を果たしたと言われている。